# Вольская гимназия имени Талалихина
Гимназия имени Героя Советского Союза В. В. Талалихина находится в городе Вольске Саратовской области.
Гимназия была основана в 1907 году и первоначально носила название «Мариинская женская гимназия». В 1918 году гимназия была закрыта, а на её базе создана единая трудовая школа. В 1922 году ей было присвоено имя В. И. Ленина. В 1930-е годы школа была преобразована в мужскую общеобразовательную школу № 1.
Гимназия располагается в здании, известном как «Школьный дворец». Здание было построено по новому типовому проекту гимназических зданий, который из-за своей дороговизны был осуществлён в России всего лишь несколько раз.
Гимназия известна тем, что это единственная школа в России, сразу 9 выпускников которой были удостоены звания Героя Советского Союза. Гимназия носит неофициальное имя «Школа героев».

### Выпускники —Герои Советского Союза
- Талалихин, Виктор Васильевич
- Замчалов, Пётр Иванович
- Блинов, Павел Фёдорович
- Егоров, Сергей Владимирович
- Хальзов, Виктор Степанович
- Шишкин, Яков Васильевич
- Мустафин, Михаил Андреевич
- Богатов, Павел Михайлович
- Лазарев, Евгений Кузьмич[2]